# Краснодубровськ
Краснодубро́вськ (рос. Краснодубровск, башк. Ҡыҙыл Дубровка) — присілок у складі Гафурійського району Башкортостану, Росія. Входить до складу Більської сільської ради.
Населення — 12 осіб (2010; 24 в 2002).
Національний склад:
- росіяни — 79%